# Nordische Tischtennismeisterschaft 1959
Die Nordische Tischtennismeisterschaft 1959 war die sechste Austragung des von der North European Table Tennis Union (NETU) ausgerichteten Wettbewerbs, die am 16. und 15. November 1959 in der finnischen Hauptstadt Helsinki stattfand.

## Medaillengewinner
| Disziplin    | Gold                                        | Silber                                             | Bronze                                          |
| ------------ | ------------------------------------------- | -------------------------------------------------- | ----------------------------------------------- |
| Herreneinzel | Hans Alsér                                  | Åke Rakell                                         | Sune de Beau                                    |
| Herreneinzel | Hans Alsér                                  | Åke Rakell                                         | Kenneth Sandh                                   |
| Dameneinzel  | Siv Petersson                               | Birthe Hansen-Hauth                                | Evy Schandorph                                  |
| Dameneinzel  | Siv Petersson                               | Birthe Hansen-Hauth                                | Birgitta Sjölund                                |
| Herrendoppel | Hans Alsér Åke Rakell                       | Torben Lindwald Einar Lyttik                       | Sune de Beau Kenneth Sandh                      |
| Damendoppel  | Birthe Hansen-Hauth Evy Schandorph          | Ulla-Britt Lindholm Sylvi Munkberg                 | Siv Petersson Birgitta Sjölund                  |
| Mixed        | Kalevi Lehtonen Sylvi Munkberg              | Hans Alsér Birgitta Sjölund                        | Åke Rakell Siv Petersson                        |
| Herrenteam   | SchwedenHans Alsér Åke Rakell Kenneth Sandh | DänemarkFreddy Hansen Torben Lindwald Einar Lyttik | FinnlandKurt Carlsson Max Laine Kalevi Lehtonen |
| Damenteam    | DänemarkBirthe Hansen-Hauth Evy Schandorph  | SchwedenSiv Petersson Birgitta Sjölund             | FinnlandUlla-Britt Lindholm Sylvi Munkberg      |

## Erfolgreichste Teilnehmer
| Platz | Teilnehmer          | Gold | Silber | Bronze | Gesamt |
| ----- | ------------------- | ---- | ------ | ------ | ------ |
| 1.    | Hans Alsér          | 3    | 1      | 0      | 4      |
| 2.    | Åke Rakell          | 2    | 1      | 1      | 4      |
| 3.    | Birthe Hansen-Hauth | 2    | 1      | 0      | 3      |
| 4.    | Evy Schandorph      | 2    | 0      | 1      | 3      |
| 5.    | Siv Petersson       | 1    | 1      | 2      | 4      |
| 5.    | Kenneth Sandh       | 1    | 0      | 2      | 3      |
| 7.    | Kalevi Lehtonen     | 1    | 0      | 1      | 2      |
| 7.    | Sylvi Munkberg      | 1    | 0      | 1      | 2      |

## Medaillenspiegel
| Platz | Land     | Gold | Silber | Bronze | Gesamt |
| ----- | -------- | ---- | ------ | ------ | ------ |
| 1.    | Schweden | 4    | 3      | 6      | 13     |
| 2.    | Dänemark | 2    | 3      | 1      | 6      |
| 3.    | Finnland | 1    | 1      | 2      | 4      |
| 4.    | Norwegen | 0    | 0      | 0      | 0      |